# Печенников Валерій Андрійович
Валерій Андрійович Печенников (25 січня 1941, село Костюковицького району, тепер Могильовської області, Республіка Білорусь — 24 жовтня 2015, місто Мінськ, Республіка Білорусь) — білоруський радянський діяч, голова Мінського міськвиконкому, 1-й секретар Мінського міського комітету КП Білорусії, секретар ЦК КП Білорусії. Член Бюро ЦК КП Білорусі з липня 1986 до листопада 1990 року. Депутат Верховної ради Білоруської РСР.

## Життєпис
Трудову діяльність розпочав у 1957 році теслею в будівельній організації. 
Після служби в Радянській армії навчався в Мінському державному радіотехнічному інституті, обирався секретарем комітету комсомолу радіотехнічного інституту.
Член КПРС з 1965 року.
До 1972 року — 1-й секретар Совєтського районного комітету ЛКСМ Білорусії міста Мінська.
З 1972 року — на партійній роботі: інструктор, заступник завідувача відділу.
Закінчив Мінську Вищу партійну школу при ЦК КП Білорусії.
У серпні 1983 — грудні 1985 року — голова виконавчого комітету Мінської міської ради народних депутатів.
У грудні 1985 — липні 1986 року — 1-й секретар Мінського міського комітету Комуністичної партії Білорусії.
28 липня 1986 — 30 листопада 1990 року — секретар ЦК КП Білорусії, курував питання ідеології.
У листопаді 1990 — серпні 1991 року — голова Контрольної комісії ЦК КП Білорусії.
Подальша доля невідома.
Помер 24 жовтня 2015 року в Мінську.

## Нагороди і звання
- орден Трудового Червоного Прапора (17.07.1986)
- два ордени «Знак Пошани» (10.03.1981,)
- медалі